# Milan Sekulić

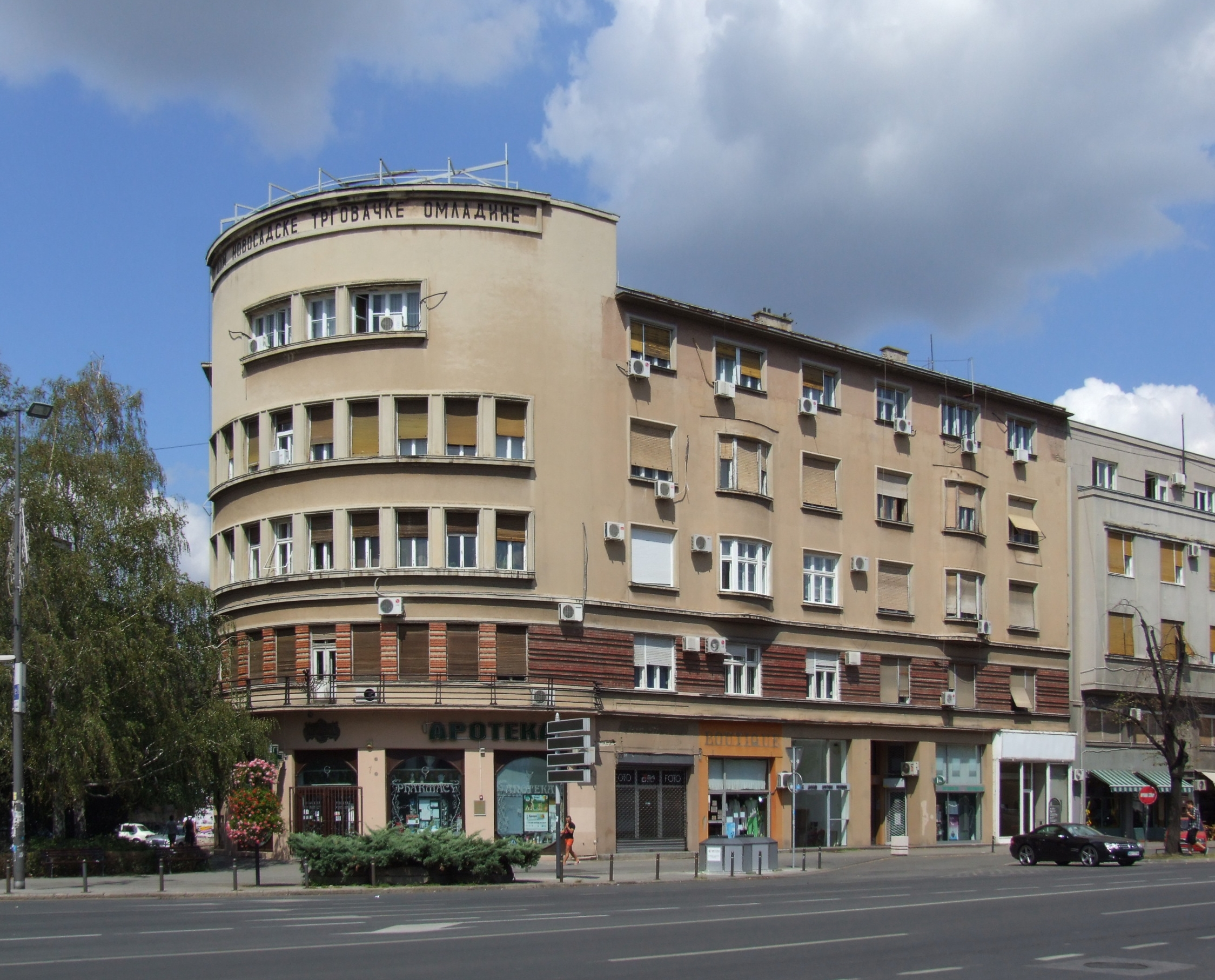
Jedna z budov Milana Sekuliće na Bulváru Mihaila Pupina v Novém Sadu.

Milan Sekulić (v srbské cyrilici Милан Секулић; 7. března 1895, Sremska Mitrovica, Rakousko-Uhersko – 1970, Bělehrad, SFRJ) byl srbský architekt.

## Biografie
Sekulić vystudoval gymnázium v Novém Sadu a později začal studovat architekturu v Budapešti. Po úspěšném absolvování prvního ročníku nicméně vypukla první světová válka a tak byl mobilizován. Studia v maďarské metropoli dokončil v roce 1919. Poté působil po jistou dobu v Bělehradu ve stavební společnosti Pionir. Zde navrhl několik staveb, vč. starého sídla deníku Politika. Poté spolu s Dragišou Brašovanem založil projektovou kancelář Arhitekt, která působila od roku 1924. Od roku 1927 měl Sekulić vlastní podnik, který nesl jeho jméno. Většinou se věnoval spíše průmyslovým stavbám, případně vysokým kancelářským objektům a bankám.
Sekulićova firma byla v roce 1947 znárodněna. V letech 1948–1951 byl Sekulić v rámci politických procesů v komunistické Jugoslávii zavřen a později osvobozen a nakonec rehabilitován. Nakonec řídil státní společnost Rad a později institut ve Vinči nedaleko Bělehradu.

## Dílo
Sekulić navrhl přes dvě stě objektů na území dnešního Srbska a Bosny a Hercegoviny. Realizoval stavbu paláce Bánoviny, kterou navrhl Brašovan a kavárny Ruski car v Bělehradě. Navrhl také projekt státní hypoteční banky (1929), za který získal III. místo v architektonické soutěži spolu s Alfredem Felnerem. V roce 1930 navrhl budovu obchodní a řemeslné komory v Novém Sadu a o rok později budovu novosadské obchodní mládeže. V roce 1931 vznikl podle jeho návrhu také Palác Croatia, který sloužil záhřebské pojišťovací společnosti v Novém Sadu. Unikátním Sekulićovým prvkem byly části s trojúhelníkovým půdorysem.